# Arturo Bocci
Arturo Bocci detto Rancani (Monteroni d'Arbia, 11 ottobre 1887 – Cavriglia, 11 settembre 1939) è stato un fantino italiano.
Fantino plurivittorioso del Palio di Siena, ha disputato ventisette Palii tra il 1906 ed il 1928.
Ha realizzato un suo personale "cappotto" nel 1920, vincendo il Palio di Provenzano per il Nicchio, e quello dell'Assunta per il Leocorno.
Le altre sue vittorie sono avvenute per la Giraffa (luglio 1907), il Montone (agosto 1913) e l'Istrice (luglio 1914).
Nel 1932 "Rancani", interpretato dall'attore Ugo Caseri, è uno dei protagonisti del film "Palio" di Alessandro Blasetti.

## Il "cappotto" del 1920
Rancani dominò letteralmente il Palio del 2 luglio 1920, regalando la vittoria alla Nobile Contrada del Nicchio. Passato in testa già alla prima curva di San Martino, condusse la sua cavalla Scodata alla vittoria, forte di un margine notevole di vantaggio.
Relativamente alla vittoria del 17 agosto 1920, le cronache riportano un aneddoto particolare. La monta di Rancani per il Leocorno era stata finanziata dalla Contrada del Nicchio. Prima della mossa, proprio un gruppo di nicchiaioli aveva fatto irruzione in Piazza con l'intento di minacciare Rancani, reo secondo molti di essersi già venduto all'Istrice.
Iniziata la carriera, la sfida fu testa a testa tra Picino dell'Istrice e l'inseguitore Rancani per il Leocorno. L'arrivo sembrò scontato, ma proprio all'ultima curva del Casato Rancani e la sua cavalla Esperta riuscirono a sopravanzare il grande Picino.
Le cronache riportarono le dichiarazioni di Rancani, il quale affermò di aver preferito la vittoria al Palio di Siena piuttosto che i soldi dell'Istrice poiché i soldi li avrebbe prima o poi spesi, ma con la vittoria il suo nome sarebbe rimasto per sempre nella storia del Palio.

## La squalifica
Nel 1909 Rancani fu vittima di una squalifica della durata di cinque anni, poi ridotti. Venne infatti sanzionato dalla Giunta Comunale per non essersi fermato al termine della carriera del 2 luglio 1909, rimanendo a cavallo e travolgendo alcuni contradaioli.

## Presenze al Palio di Siena
| Palio             | Contrada     | Cavallo               | Note   |
| ----------------- | ------------ | --------------------- | ------ |
| 2 luglio 1906     | Selva        | Sauro di E. Forconi   |        |
| 2 luglio 1907     | Giraffa      | Ida                   |        |
| 16 agosto 1907    | Drago        | Stella                |        |
| 3 luglio 1908     | Giraffa      | Baio di A. Semplici   |        |
| 16 agosto 1908    | Giraffa      | Baio di E. Forconi    |        |
| 4 luglio 1909     | Chiocciola   | Calabresella          |        |
| 16 agosto 1912    | Giraffa      | Baio di U. Betti      |        |
| 2 luglio 1913     | Giraffa      | Sauro di A. Socini    |        |
| 17 agosto 1913    | Valdimontone | Storno                |        |
| 25 settembre 1913 | Selva        | Grigio di S. Grandi   | scosso |
| 2 luglio 1914     | Istrice      | Grigio di M. Busisi   |        |
| 16 agosto 1914    | Nicchio      | Sauro di A. Nencini   |        |
| 2 luglio 1919     | Valdimontone | Baio di M. Busisi     |        |
| 16 agosto 1919    | Nicchio      | Baio di E. Furi       |        |
| 17 agosto 1919    | Valdimontone | Sauro di E. Mecacci   |        |
| 2 luglio 1920     | Nicchio      | Scodata               |        |
| 17 agosto 1920    | Leocorno     | Esperta               |        |
| 2 luglio 1921     | Leocorno     | Baio di U. Betti      |        |
| 16 agosto 1921    | Nicchio      | Baio di C. Torrini    |        |
| 16 agosto 1922    | Istrice      | Sauro di B. Pepi      |        |
| 2 luglio 1923     | Torre        | Sauro di M. Busisi    |        |
| 16 agosto 1923    | Aquila       | Morello di F. Giusti  |        |
| 2 luglio 1924     | Istrice      | Grigio di A. Furi     |        |
| 16 agosto 1924    | Giraffa      | Sauro di R. Gazzei    |        |
| 16 agosto 1926    | Istrice      | Baio di M. Busisi     |        |
| 16 agosto 1927    | Istrice      | Baio di R. Mariottini |        |
| 16 agosto 1928    | Istrice      | Sauro di L. Franci    |        |